# El azul de la Virgen
El azul de la Virgen es una novela histórica escrita en el 1997 por Tracy Chevalier. Se basa en la historia de dos mujeres cuyos destinos se unen tras muchos años.

## Argumento
La joven Isabelle du Moulin vive fascinada por el profundo color azul de la hornacina de la Virgen de la iglesia del pueblo. Son malos tiempos para admirar un icono católico: en la Francia del siglo XVI, el protestantismo libra una lucha feroz contra la vieja religión romana…
Un día, mientras la observa extasiada, el reflejo del sol le vuelve súbitamente el cabello rojo. No puede saber entonces de qué modo esos dos colores, el rojo de su pelo y el azul de la Virgen, marcarán su vida.
Cuatrocientos años después, Ella Turner llega al mismo pueblo. Guiada por unos extraños sueños y con la ayuda del bibliotecario, buscará el rastro del pasado hasta desentrañar el secreto familiar que ha permanecido escondido durante siglos.